# Powałki (przystanek kolejowy)
Powałki – przystanek kolejowy w Powałkach, w województwie pomorskim, w Polsce. Obsługuje on podróżnych, korzystających z połączeń po linii kolejowej nr 211. Na przystanku znajduje się zamknięty budynek stacyjny w dobrym stanie.

## Ruch pasażerski
| Rok  | Wymiana pasażerska na dobę |
| ---- | -------------------------- |
| 2017 | 0-9                        |
| 2022 | 0-9                        |